# 幸宮チノ
幸宮 チノ（ゆきみや チノ、10月7日 - ）は、日本の漫画家。大阪府出身。女性。血液型はB型。

## 略歴
エニックス（現・スクウェア・エニックス）の『ドラゴンクエスト4コママンガ劇場』にて漫画家としてデビューし、愛らしい画風とキャラクター作りで人気を博す。
ドラゴンクエスト4コマ漫画劇場以外では『ちぱパニック!!』や『ドラゴンクエスト 天空物語』などの連載漫画を執筆していたが、『天空物語』は、掲載していた『月刊少年ギャグ王』や『月刊ステンシル』が次々に休刊するといった理由から掲載誌を何度か変え、最終的に『月刊Gファンタジー』にて作品は完結した。
現在は『ラグナロクオンライン』や『恋姫†無双』、『うみねこのなく頃に』などのゲームアンソロジーコミックや、『おたケッコン』などの実話漫画を執筆している。

## 人物
ペンネームの由来は、ドラゴンクエスト4コマクラブの賞金でチノパンを購入したかったことと、自らがファンである宮迫博之に幸あれ、という思いからきている。
同じ関西圏出身の浅野りんとは親しく、ドラゴンクエスト4コママンガ劇場の「楽屋裏」ページにて交流の様子が度々描かれていた。また、埼玉西武ライオンズのファンである。

## 作品

### 単行本
- ちぱパニック!! （『月刊少年ギャグ王』1995年1月号 - 1997年4月号、全3巻）
- モンスターファーム〜円盤石の秘密〜 （『月刊少年ガンガン』1999年5月号 - 2000年4月号、全2巻）
- ドラゴンクエスト 天空物語 （以下掲載誌、全11巻）
  - 『月刊少年ギャグ王』、1997年9月号 - 1999年4月号
  - 『Gファンタジー増刊ステンシル』、1999年夏号 - 2000年春号
  - 『月刊ステンシル』、2001年3月号 - 2003年5・6月合併号
  - 『月刊Gファンタジー』、2003年6月号 - 2004年7月号
- ラグナロクオンライン ギルドメンバー募集中! （全1巻）
- オタ婚 (エンターブレイン、全1巻)
- 恋姫☆ようちえん （『月刊アルカディア』連載、全3巻）
- RPGの人々 ~ハロー!! クソゲーワールド~ （『月刊アルカディア』連載、全2巻）
2巻のタイトルは『RPGの彼女 -大人になった厨二病-』

### その他
- B4 -4コマ漫画で楽しく読める！B型人間の特徴- - 漫画担当
- 輝け☆星の川高校自由形 （『まんがタイムジャンボ』2010年10月号 - 2012年4月号） - 単行本未収録
- 艦隊これくしょん -艦これ- 艦これRPGぼっちリプレイ 空はあんなに青いのに （全1巻） - イラスト担当